# 一線譜
一線譜（いっせんふ、別名：一本線）とは、主に打楽器などの記譜に用いられる楽譜のひとつである。
五線譜が5本の線で構成される楽譜であるに対し、1本の線のみで構成される楽譜であり、音楽記号について変化記号（調号や臨時記号）はあまり使われず、クレッシェンド、デクレッシェンドなどの演奏記号は（特にオーケストラなどの打楽器の一線譜で）用いられる。

## 楽器ごとの違い

### 和太鼓
和太鼓では主に口伝で伝えられるのであまり使われない。
記譜法としては普通、右で叩く音を線の上に、左で叩く音を線の下に書かれる。また、リムを叩く場合は本来縦線の横に●を書かれるのにかわり、縦線の上に×を書いて表す。また、両桴で叩く場合は、（五線譜の一番下の線で言うと）「レ」と「ファ」の音を同時に出すときのような書き方をする。また、音符と休符は余韻をどれだけ取るかで使い分けられて、これは通常の使われ方と同じである。
ただ、別段規約が取り決められているわけではなく、団体によっては特定の音符の上（もしくは下）にアクセント記号をつけて、強く打つ音を表しているところもある。
また、一線譜は一般に入手は困難なため、その代用として五線譜を用いる場合もある。（この場合は中心の線を基準とし、それぞれ（上から）、右は2本目、左は4本目の部分に記述する。）

### オーケストラなどの打楽器
記譜方法としては、小太鼓や大太鼓、シンバルなどといった、一つの音しか出さない楽器場合は、線の中央部に音符を記し、二つの音程がある場合は線の上部・下部、三つの音程がある場合は線の上部・中央部・下部に音符を記す。
なお、打楽器の奏法によって音符の符頭（たま）を×印や△印で記し、その音符の付近に注釈を記す楽譜が見受けられる。
オーケストラなどの打楽器の場合、パート譜にあたる一線譜は音楽記号が書かれることが多く、調号や臨時記号はあまり記されないが、演奏記号は多くの楽譜において使用される。